# Wilhelm Gronbach
Gronbach ist ein internationaler Anbieter bzw. Systemlieferant von Komponenten über Baugruppen bis hin zu Komplettgeräten. Das Unternehmen beliefert neben der Hausgeräteindustrie (Weiße Ware) und dem Gewerblichen Kochen die Medizintechnik und den Automotive-Bereich. Gronbach agiert über drei strategische Divisionen, die sich in fünf Standorte aufteilen. Die Werke in Österreich und der Slowakei bilden gemeinschaftlich die Division „Appliances“ und bündeln dort die Entwicklung, Serienfertigung und Montage von (OEM-)Geräten. Der Standort in Italien beinhaltet die Division „Kinematics“ und Deutschland komplettiert das Leistungsportfolio mit der Division „Ventilation and Surfaces“. Der Vertriebsstandort in den USA unterstützt alle Divisionen. Die Gruppe beschäftigt etwa 1.200 Mitarbeiter.

## Divisionen
Division Appliances:
Die Division Appliances ist Spezialist für die Entwicklung und Lean Production von Komponenten, Baugruppen und Komplettgeräten. Sie arbeitet verteilt auf zwei Standorte, die beide von Wilfried Gronbach gegründet wurden:
In Niederndorf bei Kufstein in Tirol wird seit 1997 mit heute etwa 250 Mitarbeitenden auf 10.000 m² Fläche den Schwerpunkt auf Geräteentwicklung, Komponentenentwicklung, Anwendungstechnik und Gerätemontage gelegt. Ein erfinderisches Team entwickelt eigene Geräteideen und Produkte nach Kundenspezifikation, wie etwa Türen für professionelle Dampfgargeräte oder innovative Kochfeldabzüge. Im ost-slowakischen Michalovce wurde 2004 der vierte Standort der Gruppe unter dem Namen Michatek (heute Gronbach k.s.) gegründet. Auf einer Produktionsfläche von 12.000 m² sind 400 Mitarbeitende spezialisiert auf die skalierbare Montage von Systembaugruppen, Fronten und komplexen Geräten wie Vakuumier- und Wärmeschubladen. Der Standort verfügt über moderne CNC-Blechverarbeitungsmaschinen, Pressen, Schweiß- und Klebeanlagen sowie Montagelinien.
Division Kinematics:
Die Division Kinematics mit Sitz in Laag in Südtirol entwickelt und produziert (elektro-)mechanische Scharniere und Teleskopkinematiken für Haushaltsgeräte und industrielle Anwendungen.
Die Stärke des Standorts liegt in der Produktion auf hochautomatisierten Anlagen in gleichbleibend hoher Qualität sowie die Komponentenfertigung im Pressenpark. Der Standort verfügt über einen eigenen Werkzeugbau. Gegründet 1971 unter dem Namen Apparatebau (heute Gronbach GmbH) ist das Unternehmen heute ein bedeutender Zulieferer vor allem für die internationale Hausgeräteindustrie.
Auf 12.000 m² Produktionsfläche entwickeln 180 Mitarbeitende zahlreiche Innovationen und produzieren anwenderorientierte kinematische Lösungen, mechanisch wie elektromechanisch, sowie Präzisionsteile aus Metall und Dekorblenden.
Division Ventilation & Surfaces:
Die Division Ventilation & Surfaces mit Sitz in Wasserburg am Inn ist Spezialist für Metallverarbeitung, Oberflächenveredelung, Kunststoffspritzguss und hybride Verbundwerkstoffe sowie in der Entwicklung oder Optimierung kompletter Lüftungssysteme bzw. Lüftungskomponenten.
Auf über 20.000 m² Produktionsfläche entwickelt und produziert der Standort mit 280 Mitarbeitenden innovative Lüfterräder und Gebläsemodule sowie Formteile und komplexe Baugruppen aus Aluminium und Edelstahl.
Breit gefächert sind dabei die Kompetenzen im Bereich der mechanischen Oberflächenbearbeitung sowie über Eloxal, Pulverbeschichtung, Siebdruck, Tampondruck, Lasergravur und Ätztechnologien.
Auch die Kunststoffspritzgusstechnik und das Hinterspritzen von Metall und Glas zählen zum Leistungsportfolio der Division.

## Produkte
Division Appliances:

Komplettgeräte in den Bereichen:
- Thermische Geräte (Wärme, Hitze, Kühlen)
- Abzugssysteme und Vakuum
- Hydraulik
- Komplexe Systembaugruppen und Komponenten

Division Kinematics:
- Scharniere(mechanisch und elektromechanisch)
- Auszugschienen

Division Ventilation & Surfaces:
- Lüfterräder, Lüftermodule sowie die Entwicklung oder Optimierung von kompletten Gebläsesystemen oder Einzelkomponenten
- Bauteile und Baugruppen mit perfekten Oberflächen

## Geschichte

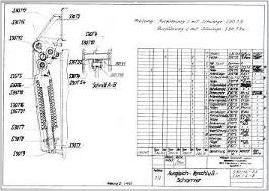
Patent Tiefkühltruhenscharnier

Die Unternehmensgründung geht auf die Erfindung und Patentierung eines Tiefkühltruhenscharniers im Jahre 1962 durch Wilfried Gronbach zurück.
Heute entwickelt und produziert Gronbach von elektromechanischen Systemen über Oberflächen mit integrierter Intelligenz bis hin zu Komplettgeräten mit höchsten Ansprüchen.